# Den Opslag
Den Opslag is een buurtschap deels in de gemeente Hilvarenbeek en deels in de gemeente Oisterwijk in de Nederlandse provincie Noord-Brabant.

## Ligging
De buurtschap is gelegen in het noordoosten van de gemeente Hilvarenbeek, tussen Biest-Houtakker en Haghorst en ten noorden van het Wilhelminakanaal, binnen Oisterwijk ligt de buurtschap ten zuiden van Moergestel

## Toponymie
Opslag zou afgeleid kunnen zijn van een opslagplaats aan het Wilhelminakanaal.

## Grootte van de buurtschap
Begin 21e eeuw telt de buurtschap 20 huizen met 50 inwoners.

## Bezienswaardigheden
Het natuurgebied Den Opslag is een weids vogelweidegebied rondom het beekje De Reusel.

## Overig
Den Opslag is onderdeel van het natuurgebied De Hilver, de beekdalen van de Reusel, het Spruitenstroompje en de Rosep bepalen de grenzen van het sinds 2011 in ontwikkeling zijnde natuurgebied. Het omvat de deelgebieden Helsbroek, Moergestelse Gement, Het Broek, Den Opslag, Diessens Broek en Spruitenstroompje.